# 古畑勝隆
古畑 勝隆（ふるはた かつたか、1982年9月15日 - ）は日本の俳優である。

## 人物
- サラエンターテイメント所属。以前の所属事務所はA-team。
- 慶應義塾大学卒業
- 血液型はO型、干支は戌年、身長175cm。
- 趣味は人間観察、バスケットボール、ボウリング、通称「カッツー」

## 出演

### 映画
- 世界の中心で、愛をさけぶ（2004年）- ジョニー 役
- 出口のない海（2006年）
- 俺は、君のためにこそ死ににいく (2007年) - 大島茂夫 役
- ワルボロ（2007年）- ビデちゃん 役

### ドラマ
- 青と白で水色（2001年、日本テレビ）
- ウォンチュー！（2002年、日本テレビ）
- 国盗り物語（2005年、テレビ東京）－ 細川忠興 役
- 金曜エンタテイメント 『空中ブランコ』（2005年）
- 恋する日曜日（セカンドシリーズ） 第10話「BabyBaby」（2005年6月5日、BS-i）－桐生芳宏 役
- 水曜ミステリー9 「二つの嘘」（2005年、テレビ東京）
- 緋の十字架（2005年、東海テレビ・フジテレビ）
- エゴイスト 〜egoist〜 (2009年、東海テレビ・フジテレビ) - 田嶋翔太 役

### CM
- ジェンズ 『スピンネット』（2001年）
- ロッテリア 『松茸バーガー』（2001年）
- NHK 『ソルトレークシティオリンピック』（2001年）
- ジェイコム 『ブロードバンド』（2002年）
- ライオン 『アクロン コットン＆カジュアル』（2002年）
- コカ・コーラ　メインストリーム秋篇（2002年）
- Microsoft Windows XP（2002年）
- 白木屋 『まごころ100%篇』
- 東芝 『J-T109』（2003年）
- カルピス 『カルピスウォーター/アミノカルピス』（2003年）
- レオパレス21　Start！就職篇（2004年、2005年）
- 日本経済新聞　面接実況中継編（2005年 - ）
- 三菱自動車工業 コルト デート篇（2008年 - ）

### PV
- レミオロメン 『南風』